# Snakehips
Snakehips är en brittisk elektronisk musik-duo som består av Oliver Lee och James Carter. Snakehips har bland annat remixat låtar av artister såsom Banks, The Weeknd, Bondax och Wild Belle. De är mest kända för deras singel "All My Friends" (2015) med Tinashe och Chance the Rapper.

## Diskografi
EPs
- 2015 – Forever, Pt. II
- 2016 – Money on Me
- 2016 – All My Friends
- 2018 – Stay Home Tapes (= --__-- =)

Singler (topp 50 på UK Singles Chart)
- 2015 – "All My Friends" (med Tinashe och Chance the Rapper) (#5)
- 2016 – "Cruel" (med Zayn) (#33)
- 2017 – "Don't Leave" (med MØ) (#27)
- 2017 – "Either Way" (med Anne-Marie och Joey Badass) (#47)